# Lino Pertile

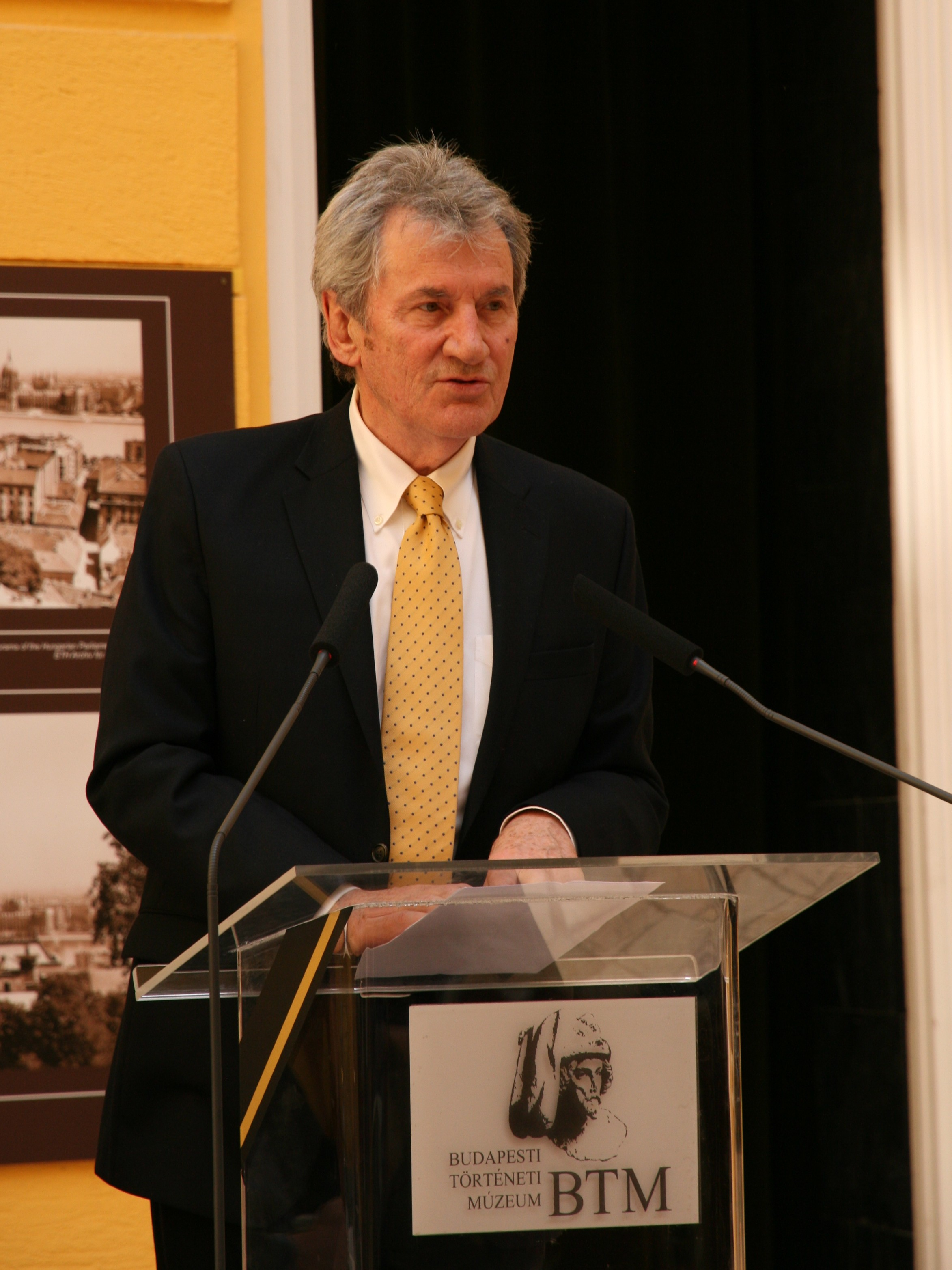
Lino Pertile

Lino Pertile (Padova, 17 febbraio 1940) è uno storico della letteratura italiano.

## Biografia
Laureato all’Università di Padova,  ha insegnato in Francia e in Inghilterra, prima di arrivare alla cattedra di Letteratura italiana della Harvard University e alla carica di rettore della Eliot House e direttore di Villa I Tatti, il Center for Italian Renaissance Studies, aperto a Firenze dalla Harvard University. Studioso dai larghi interessi, autore di libri pubblicati in Italia e all'estero, ha curato con Peter Brand The Cambridge history of Italian literature (Cambridge, Cambridge university press, 1996), l'edizione critica delle Annotationi nel Dante fatte con m. Trifon Gabriele in Bassano (Bologna, Commissione per i testi di lingua, 1993). È socio corrispondente dell'Accademia Nazionale dei Lincei. 